# Damien
Damien este un prenume masculin. Printre persoanele notabile care îl poartă sunt:
- Damien Cook, jucător australian de Rugby League
- Damien Crosse, actor porno
- Damien de Veuster, preot catolic belgiano-hawaiian
- Damien Dragonetti, rapper american
- Damien Duff, fotbalist irlandez
- Damien Echols, condamnat pentru omor, subiectul filmului Paradise Lost
- Damien Fitzhenry
- Damien Haas, actor american
- Damien Hirst, artist britanic
- Damien Leith, muzician și romancier irlandezo-australian, câștigător al Australian Idol 2006
- Damien Marsh, fost sprinter australian
- Damien Nash, jucător de fotbal american
- Damien Parer, fotograf și cineast australian
- Damien Reid, jucător scoțian de Rugby League
- Damien Rice, muzician irlandez
- Damien Russell, jucător de fotbal american
- Damien Sin, autor din Singapore

Personaje fictive:
- Damien Karras, protagonistul romanului și filmului The Exorcist
- Damien Thorn, personajul principal din seria de filme de groază The Omen
- Damien Trotter, personaj din sitcom-ul Only Fools And Horses
- Damien, personaj din episodul Damien din serialul South Park